# Maedakō Hiroichirō

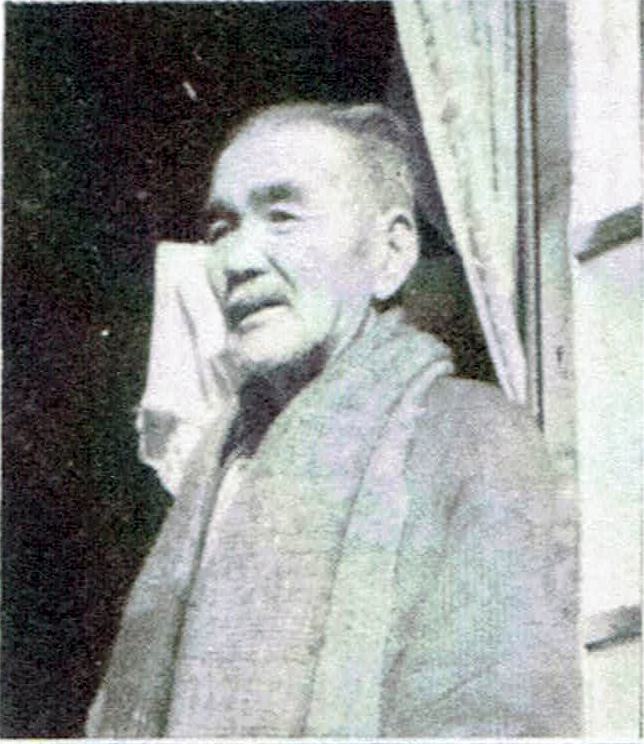
Maedakō Hiroichirō

Maedakō Hiroichirō (japanisch 前田河 広一郎; geboren 13. November 1888 in Sendai (Präfektur Miyagi); gestorben 4. Dezember 1957) war ein japanischer Schriftsteller, aktiv in der Proletarischen Literaturbewegung in Japan.

## Leben und Wirken
Maedakō Hiroichirō verließ die Schule ohne Abschluss und ging nach Tokio. Dort wurde er ein Schüler des exzentrischen Geschichtenschreibers Tokutomi Roka (1868–1927). 1907 ging Maedakō in die USA, wo er in Chicago und später in New York sein Leben mit Gelegenheitsjobs fristete. Er publizierte gelegentlich Beiträge in literarischen Zeitschriften, hatte aber wenig Erfolg. So gab er das Schreiben in Englisch auf und kehrte 1920 nach Japan zurück.
Nach seiner Rückkehr wurde er Herausgeber des Magazins „Chūgai“ (中外), in dem er „Santō kyakusen“ (三等客船), „Passagierschiff dritter Klasse“ veröffentlichte. Darin beschrieb er Schicksale der Rückkehrer aus den USA, die – wie er selbst – dort nicht Fuß fassen konnten. 1923 schloss sich Maedakō der Clique an, die das Magazin „Tane Maku Hito“ (種まく人) publizierte. Im folgenden Jahr wechselte er zum Magazin „Bungei Sensei“ (文芸戦線), als dieses gerade neu erschien.
Ab Mitte der dreißiger Jahre wurden Biografien zu seinem Thema. So schrieb er Biografisches zu Tokutomi Roka, autobiografische Romane und andere Biografien. Unter seinen Hauptarbeiten sind zu nennen: der Roman „Daibōfū jidai“ (大暴風時代), „Das Zeitalter des Sturms“ 1924, die Dramen-Sammlung „Mokutō“ (黙祷), etwa „Stille Andacht“ 1928, „Jūnenkan“ (十年間), „Zehn Jahre“ 1930, eine Sammlung von kritischen Essays und „Roka-den“ (蘆花伝) 1938, eine Biografie Tokutomi Roka betreffend.
Maedakō ist auch als Übersetzer aus dem Englischen bekannt. So übersetzte er Bertrand Russell, Upton Sinclair, Mulk Raj Anand und andere.